# Sinocyclocheilus longibarbatus
Sinocyclocheilus longibarbatus är en fiskart som beskrevs av Wang och Chen, 1989. Sinocyclocheilus longibarbatus ingår i släktet Sinocyclocheilus och familjen karpfiskar. Inga underarter finns listade i Catalogue of Life.